# Гра престолів (сезон 5)
П'ятий сезон серіалу фентезі- драми «Гра престолів» почався на американському телеканалі HBO 12 квітня, а завершився 14 червня 2015 року.  5 сезон складається з 10 серій тривалістю 50-60 хвилин, які транслювалися щонеділі о 9:00 вечора. Сезон в першу чергу адаптує матеріал з бенкет для Воронів і Танець з драконами, четвертий і п'ятий романи Джорджа Р. Р. Мартіна "Пісня льоду й полум'я" серії, хоча він також використовує елементи з третього роману, "Буря мечів", а також майбутній шостий роман «Вітри зими» .    Серіал також містить оригінальні деталі, якого не було в романах.  Серіал адаптований для телебачення Девідом Беніофом і Д. Б. Вайссом . 
HBO замовив п'ятий сезон 8 квітня 2014 року разом з шостим сезоном, який почали знімати у липні 2014 року.  Сезон був знятий в основному в Ірландії, Північній Ірландії, Хорватії та Іспанії. 
У п'ятому сезоні "Гри Престолів" великий акторський склад, у тому числі Пітер Дінклейдж, Микола Костер-Вальдау, Лена Хеді, Емілія Кларк і Кіт Харінгтон . Уперше зіграли в серіалі Джонатана Прайс та Олександра Сіддіга . 
Критики оцінили виробничі роботу продюсерів та акторську гру. особливо відзначивши персонажа Дінклаге у виконанні Тиріона Ланністера . У порівнянні з попереднім сезоном, знову зросла кількість переглядів. Цей сезон встановив світовий рекорд Гіннеса за виграш найбільшої кількості нагород Еммі за серії з одного сезону й року, вигравши 12 з 24 номінацій, у тому числі за найкращий драматичний серіал.  

## Зйомки

### Знімальна група

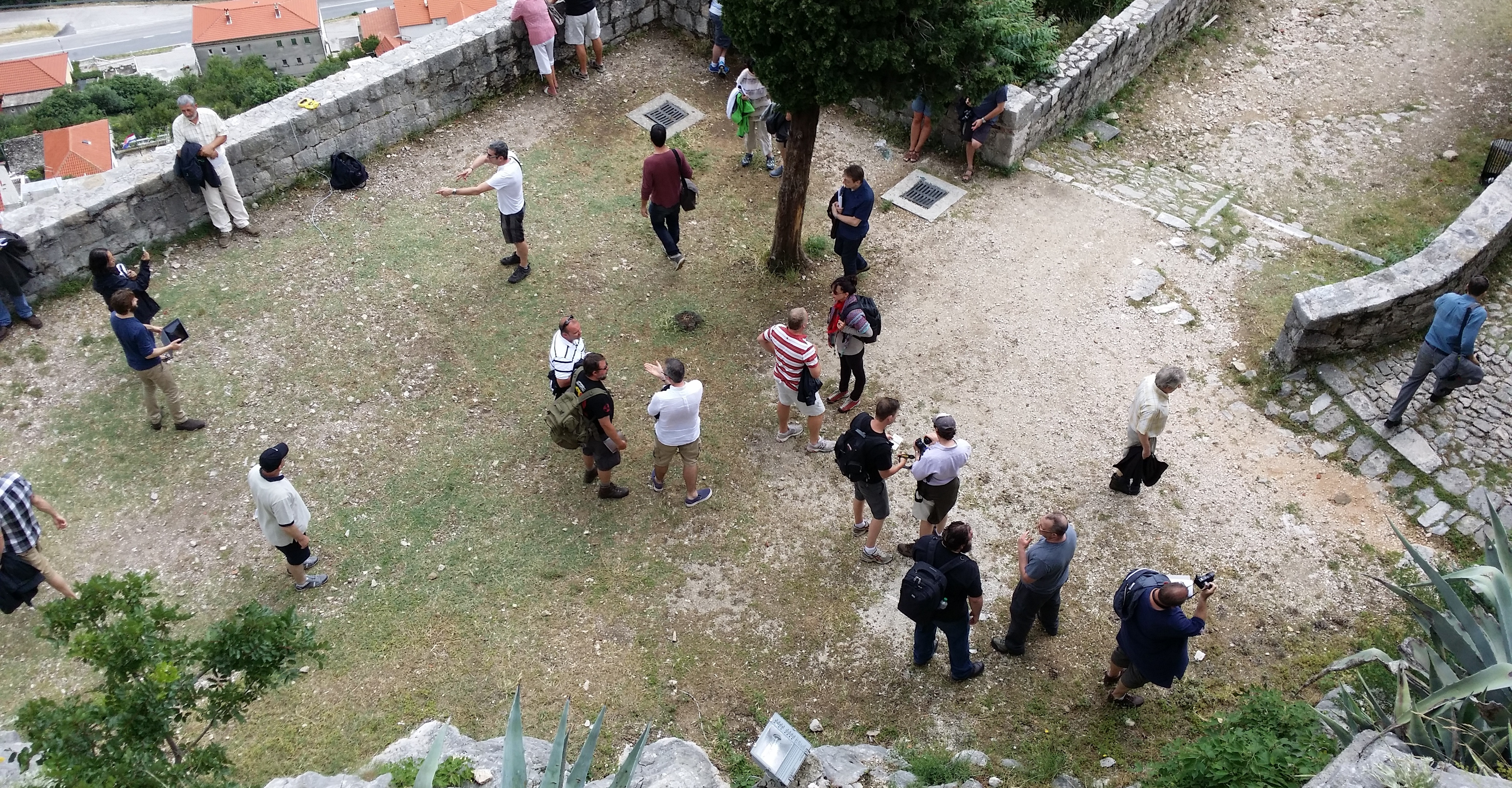
Знімальна група під час розвідки на Клісівській фортеці, Хорватія, 5-ий сезон.

Над сценарієм пятого сезону працювали виконавчі продюсери та сценаристи Девід Беніоф і Д. Б. Вайсс, продюсер Брайан Когман, і Дейв Хілл, який був отримав посаду сценариста цього сезону після того, як раніше працював помічником Беніофа і Вайсса.  Автор Джордж Р.Р. Мартін, який написав одну серію для кожного з попередніх чотирьох сезонів, не написав серій п'ятого сезону, коли працював над завершенням написання шостої книги роману «Вітри зими» .  Режисерами п'ятого сезону є Майкл Словіс (епізоди 1 і 2), Марк Мілод (епізоди 3 і 4), Джеремі Подешва (епізоди 5 і 6), Мігель Сапочник (епізоди 7 і 8), і Девід Нуттер (епізоди 9). 10). Наттер - єдиний режисер, який вже брав участь у створенні цього серіалу, а інші - режисери"Гри Престолів" уперше. 